# 蘇伊士運河大橋
蘇伊士運河大橋（英語：Suez Canal Bridge），亦稱或蘇伊士運河友誼大橋（英語：Egyptian-Japanese Friendship Bridge），是一座位於埃及坎塔拉（El Qantara）的橫跨蘇伊士運河的斜拉橋，路面最高達70公尺，也是連接歐亞大陸和非洲的陸上交通要道。

## 設計與建造
蘇伊士運河大橋是日本政府協助建築的大橋，承包商是五洋建設。日本政府承擔了60%的開銷（135億日元），當時（1995年3月）埃及總統穆巴拉克正到訪日本，該大橋是發展西奈半島計劃的一部份。埃及承擔剩下的40%（90億日元）的費用。

## 外部連結
- Embassy of Japan in Egypt: Economic Cooperation ( Official Development Assistance, ODA ) （页面存档备份，存于）
- Planning, design and construction aspects of the Suez Canal cable stayed bridge （页面存档备份，存于）